# Col Delphi
Le col Delphi, en anglais Delphi Pass, est un col du comté de Mayo en Irlande. Il est traversé par la R335 qui relie Leenaun et le fjord de Killary Harbour à Louisburgh. Le col sépare les Mweelrea Mountains (803 m) à l'ouest de Ben Gorm (700 m) à l'est. Le col n'est qu'à une altitude de 30 mètres au-dessus de niveau de la mer.

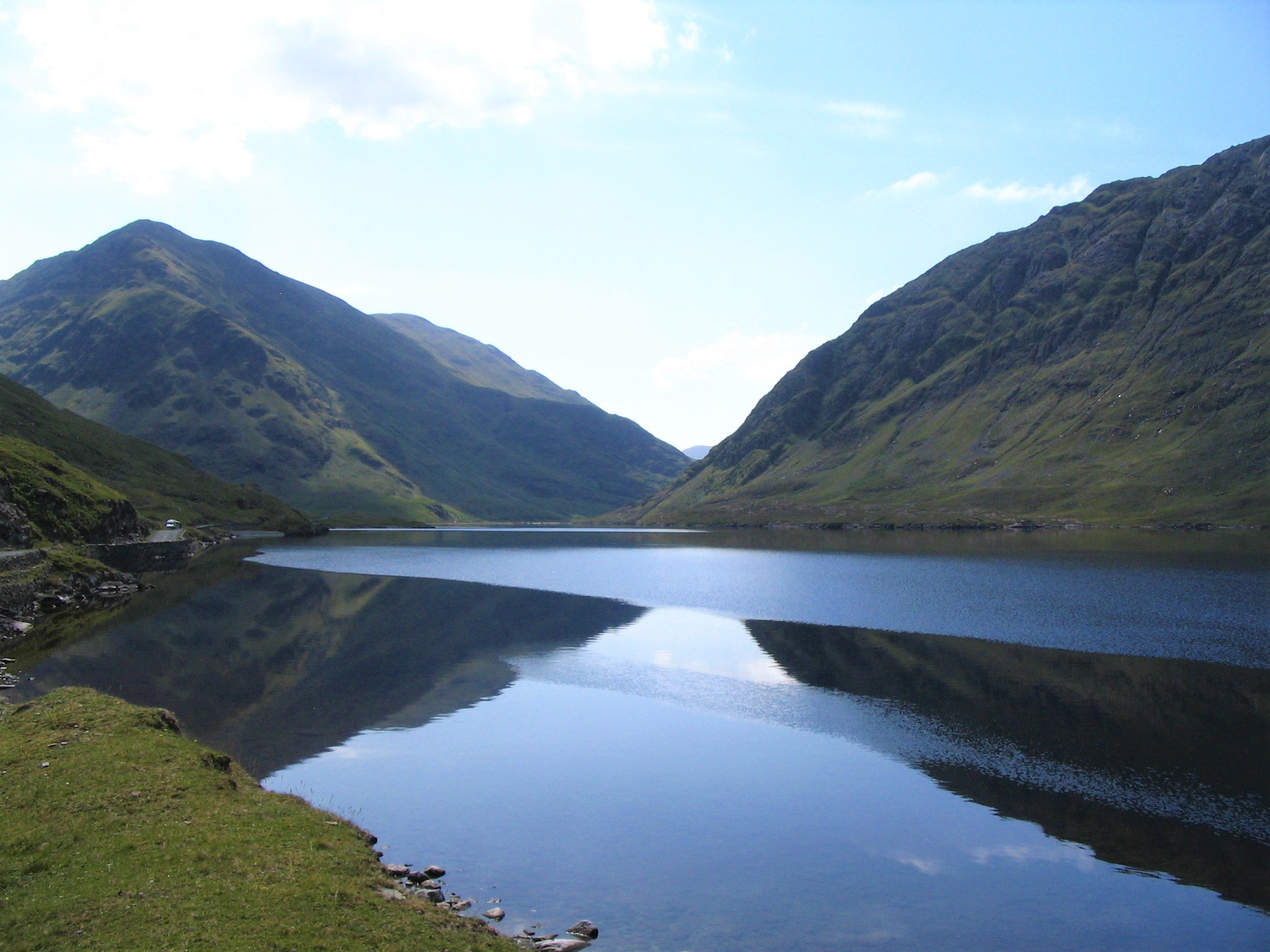
Doo Lough au nord du col Delphi.